# Бочарников, Владимир Николаевич
Влади́мир Никола́евич Боча́рников (26 июня 1959 года, с. Николаевка, Наримановский район, Астраханская область) — российский эколог, географ, профессор, международный эксперт по биоразнообразию, писатель. Инициатор и руководитель серии международных и междисциплинарных проектов в области биологического разнообразия, сохранения местообитаний животных и птиц. Научный эксперт по тематике биогеоценологии, лесоведения, охотоведения, сохранения биоразнообразия и традиционных знаний коренных малочисленных народов. Председатель Рабочей группы по подготовке нового издания Красной книги редких и исчезающих видов животных и растений Приморского края.

## Биография
Владимир Бочарников родился 26 июня 1959 года в селе Николаевка Астраханской области. После окончания школы работал в Астраханском заповеднике.
В 1982 году закончил Всесоюзный сельскохозяйственный институт заочного образования, зооинженерный факультет, ныне Российский государственный аграрный заочный университет.
После защиты диплома Бочарников получил приглашение для обучения в аспирантуре, но, отказавшись от учёбы в столице, уехал в 1983 году в Ольгинский госпромхоз Управления охотничьего хозяйства по Приморскому краю. Два года проработал охотоведом и начальником промыслового участка в с. Щербаковка Ольгинского района Приморского края. Принимал участие в учётных работах численности амурского тигра и диких копытных зверей.
В 1985 году Бочарников был принят на должность старшего лаборанта в Тихоокеанский институт географии ДВНЦ АН СССР (ТИГ ДВНЦ). Закончил в 1991 г. аспирантуру ТИГ ДВНЦ АН СССР по специальности «экология». В 1992 году защитил кандидатскую диссертацию на тему «Водоплавающие птицы Приморья (экология, численность и рациональное использование)».
В 1994 году Бочарников получил международный грант на разработку программы сохранения биологического разнообразия и традиционной жизнедеятельности коренных малочисленных народов в бассейне реки Бикин. Подготовил научное обоснование для включения Центрального Сихотэ-Алиня в список объектов Всемирного Природного Наследия. Руководитель информационного компонента в международном проекте ГЭФ\ЮНЕП «Международная сеть коренных народов по биоразнообразию» (2005—2007 гг.). В течение 5 лет исполнял обязанности эксперта и руководителя информационной службы Сети коренных народов мира по сохранению биоразнообразия, созданного для поддержки решений.
Участвовал в организации и исполнении более 30-ти международных проектов в Европе, России, Северной Азии и Приморском крае. Провел серию оценочных и инвентаризационных работ биоразнообразия Азиатской части России, и российского Дальнего Востока. Был руководителем проекта РФФИ: «Геоинформационная оценка ландшафтно-биотических изменений экосистем юга Российского Дальнего Востока в ареале Амурского тигра под влиянием комплекса антропогенных факторов». Разработал структуру и условия организации географической базы данных «Амурский тигр».
Десять лет посвятил экспертной работе в рамках Конвенции о биологическом разнообразии. Был специальным редактором журнала «Biodiversity», национальным экспертом межправительственной научно-политической программы ООН по использованию информации по биоразнообразию и экосистемным услугам. Один из основных российских авторов сводного доклада по биоразнообразию лесов России и член редакционного совета серии докладов по традиционным знаниям в Конвенции о биологическом разнообразии.
Разработал мелкомасштабную инструментальную основу изучения, оценки и инвентаризации состояния природных и антропогенных ландшафтов России (индекс дикой природы). Предложенная схема ГИС-обеспечения основывается на выделении и сопоставлении культурно-географических и историко-географических районов и крупных участков естественной (дикой природы).
Бочарников является международным экспертом по арктической дикой природе и создателем карты дикой природы российской арктической зоны.
Руководитель академического проекта по территориальной и объектно-ориентированной оценке состояния биоразнообразия в Дальневосточном Экорегионе (1999—2001 гг., ДВО РАН и ДВ офис WWF). Принимал участие в Международной глобальной программе «Оценка экосистем тысячелетия» и Глобальной оценке состояния биоразнообразия пресноводных экосистем крупнейших рек мира. Руководитель проекта «План управления и развития национального парка Анюйский» (2002—2003 гг., CIDA, Канада и Ассоциация модельного леса МакГрегор). Руководитель этносоциоэкологической экспертизы леспромышленного проекта «Тернейлес» в бассейне реки Самарга, Приморский край (2005 г.). Международный эксперт по проблемам конфликтов коренных малочисленных народов и промышленных компаний.
Участник международной рабочей группы по разработке и внедрению общей между РФ с КНР системы охраны биоразнообразия озера Ханка. Проводит экскурсии на российскую сторону озера Ханка для китайских представителей природоохраны и китайских учёных-экологов, экспертов.
Разработал веб-систему международного геоинформационного мониторинга популяций птиц в пределах Австралоазиатско-Тихоокеанского пролетного пути. Руководитель проекта по оценке водно-болотных угодий Юга Дальнего Востока (2004—2005 гг., институты ДВО РАН, Wetlands International и Дальневосточный офис WWF). Соруководитель компонента по миграциям птиц в рамках проекта «Стратегическая программа действий для развития зоны Туманган» (2003—2004 гг.).
Специалист-координатор по научно-информационному сотрудничеству в арктической зоне и традиционному природопользованию, участник составления международных реестров по генетическим ресурсам и экосистемным услугам. Принимал участие в проекте «Геополитические и экономико-географические факторы развития территориальных социально-экономических систем Арктической зоны Дальневосточного федерального округа РФ». Разрабатывает проблемы охраны дикой природы Камчатки. Координатор научных работ по гранту РГО 2018 г. монографии-атласа «Камчатка: от Крашенинникова до наших дней. Основные этапы трехсотлетнего изучения и освоения».
Участник, руководитель, организатор научных экспедиций, в том числе в Магаданскую область, на Чукотку, Камчатку, Сахалин, Амурскую область, Якутию, Красноярский, Алтайский, Хабаровский край. Совершал исследовательские поездки в Южную Корею, Малайзию, Филиппины, Японию, Китай, США. Канаду, Колумбию, Бразилию, Великобританию, Италию, Францию, Норвегию, Данию, Финляндию и др. страны (1990—2018).
В 2000 году защитил докторскую диссертацию по теме «Геоинформационный подход для оценки и сохранения биоразнообразия». Защита докторской диссертации длилась около семи часов в диссертационном совете ТИГ ДВО РАН. Публикуется в газете «Дальневосточный учёный» и других изданиях. Автор художественно-географических и бихевиористско-философских книг.

## Профессорская деятельность

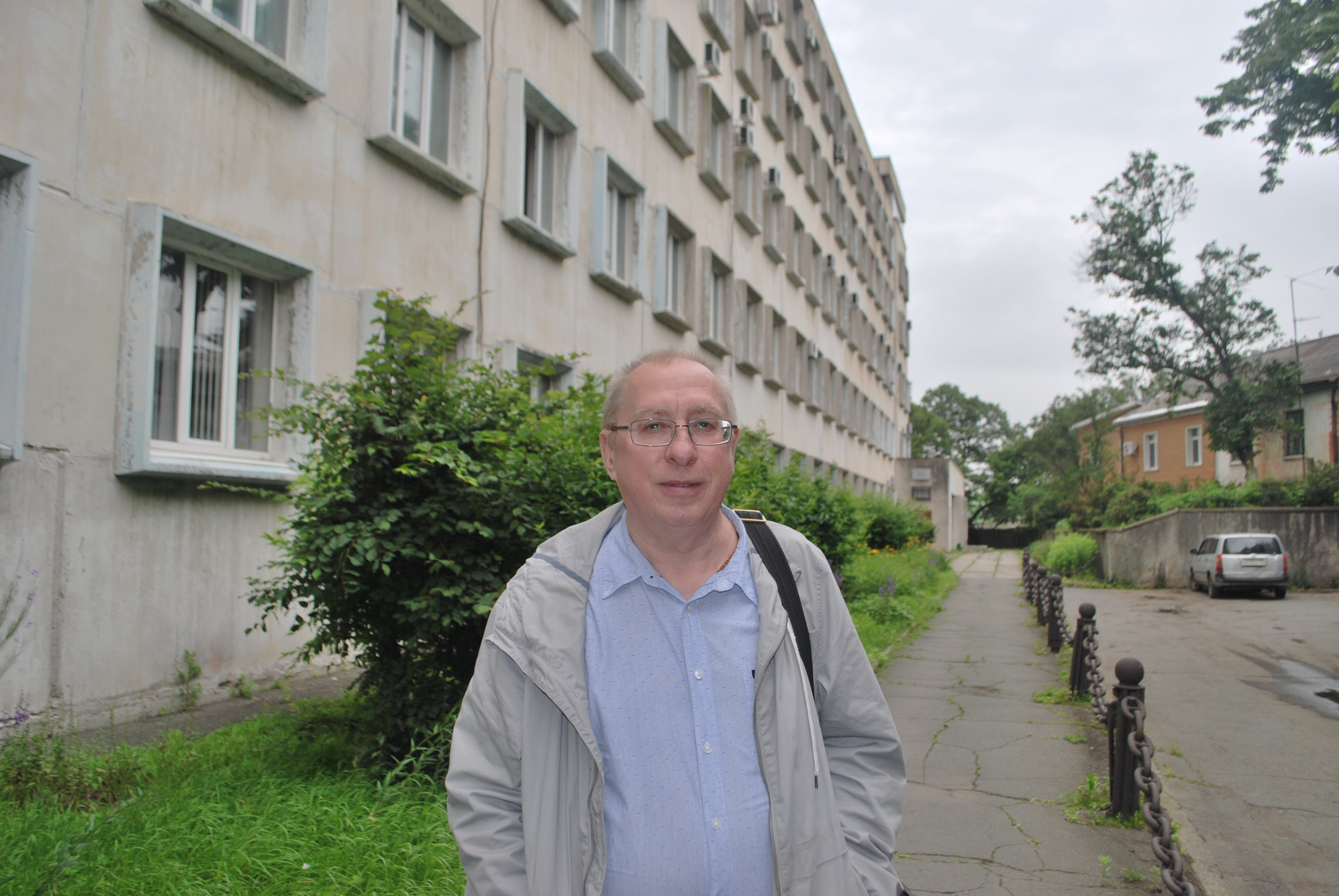
Бочарников В. Н. возле здания Тихоокеанского института географии. Август 2018 года

В должности профессора проработал 18 лет в различных вузах, в том числе (с 2009 года) на кафедре общих психологических дисциплин Тихоокеанского государственного медицинского университета и Морского государственного университета им. адмирала Г. И. Невельского.
Разработал и преподает курс по антропологии в Тихоокеанском государственном медицинском университете и курс по экологии человека и кафедре защиты моря (с 2005) в Морском университете имени адмирала Г. И. Невельского. Руководил дипломниками (более 120 человек), аспирантами и соискателями (более 20), подготовил 4 кандидатов наук.
Читал лекции в университетах:
- в Китае Liaoning Normal University (2018)г. Changchun Normal University (2018); в Seoul National University в 1994 и Pusan National University 2001 гг.;
- в Японии Niigata University (1996) и в University of Tokyo (2005).
- в США в Honolulu University (1992), Oregon State Univeristy(1996)
- в Канаде University of Alberta (2005)[1].

## Членство в организациях
Член-корреспондент Российской академии естественных наук с 2007 года. Член четырёх рабочих групп IUCN — Международного Совета по охране природы (Комиссии по выживанию видов, по устойчивому природопользованию, по охраняемым районам) с 1991 года. Действительный член Балтийской педагогической академии с 2008 года.

## Редакторская деятельность
Член редколлегии журналов
- Астраханский вестник экологического образования
- Гуманитарные аспекты охоты и охотничьего хозяйства
- Кооэволюция и ноосфера: исследования, аналитика и прогнозирование
- Биосферное хозяйство: теория и практика
- Редактор 3 книг[1].

## Награды, премии и звания
- Знак МПР «За заслуги в заповедном деле» (2005)
- Большая серебряная медаль РАЕН «За достижения в биологии и сельском хозяйстве» (2006)
- Лауреат губернаторской премии за подготовку Красной Книги Приморского края (Животные) (2006)[1][2].

## Интересы
В прошлом профессиональный охотник, охотовед и путешественник, занимается цигуном, увлечен даосскими практиками, разрабатывает концепцию возникновения и смены антропологических кодов в философии и науке.

## Семья
Дочь Александра.